# Thérèse Glaesener-Hartmann
Marie-Thérèse Glaesener-Hartmann (n. 18 aprilie 1858, Lëtzebuerg, Luxemburg – d. 18 februarie 1923, Lëtzebuerg, Luxemburg) a fost o pictoriță luxemburgheză. Este cunoscută pentru realizarea portretelor unor figuri proeminente ale vremii, printre care premierul Paul Eyschen (1841–1915) și primarul orașului Luxemburg Alphonse Munchen (1850–1917). Ea a avut expoziții la Cercle artistique din 1894 până în 1912.

## Biografie
Născută la 18 aprilie 1858 în Luxemburg, Marie-Thérèse Hartmann a fost fiica arhitectului Antoine Hartmann (1817-1891). Încurajată de tatăl ei care a introdus-o în bazele picturii, a devenit una dintre primele femei din Luxemburg care a studiat în străinătate. În 1877, când avea doar 19 ani, a petrecut un an la Düsseldorf studiind în privat sub îndrumarea lui Gustav Süs. A continuat apoi studiile la München pentru încă doi ani sub îndrumarea lui Sándor Liezen-Mayer. În cele din urmă, a petrecut doi ani la Paris, unde a fost eleva lui Emile Carolus-Duran și a lui Jean-Jacques Henner, care au deschis o școală pentru femei. Era neobișnuit ca o tânără din Luxemburg să primească o asemenea pregătire de specialitate în artă la acea vreme și să petreacă atâția ani în străinătate. Academia din Luxemburg nu a admis femeile până la sfârșitul secolului al XIX-lea, ceea ce explică, probabil, motivul pentru care Portrait de S.A.R. Madame la Princesse Henri des Pays-Bas (1879) nu a fost considerată demnă de a fi inclusă în colecția orașului Luxembourg.
La scurt timp după întoarcerea de la Paris, s-a căsătorit cu juristul și consilierul de stat Mathias Glaesener (1858–1924). A continuat să picteze chiar și după nașterea fiicei sale în 1886. Era încă studentă, când a început să expună în Luxemburg la Galerie Louis Segers. Lucrările ei, în special portretele de bărbați, au fost considerate a fi de înaltă calitate. Din 1894 până în 1912, a expus la Cercle Artistique.
Thérèse Glaesener-Hartman a murit în Luxemburg la 19 februarie 1923. O stradă din oraș îi poartă numele. Unele dintre lucrările ei pot fi văzute la Muzeul Național de Istorie și Artă din Luxemburg și la Muzeul de Istorie din Luxemburg.

## Galerie
Următoarele picturi în ulei sunt exemple ale lucrărilor lui Glaesener-Hartmann:

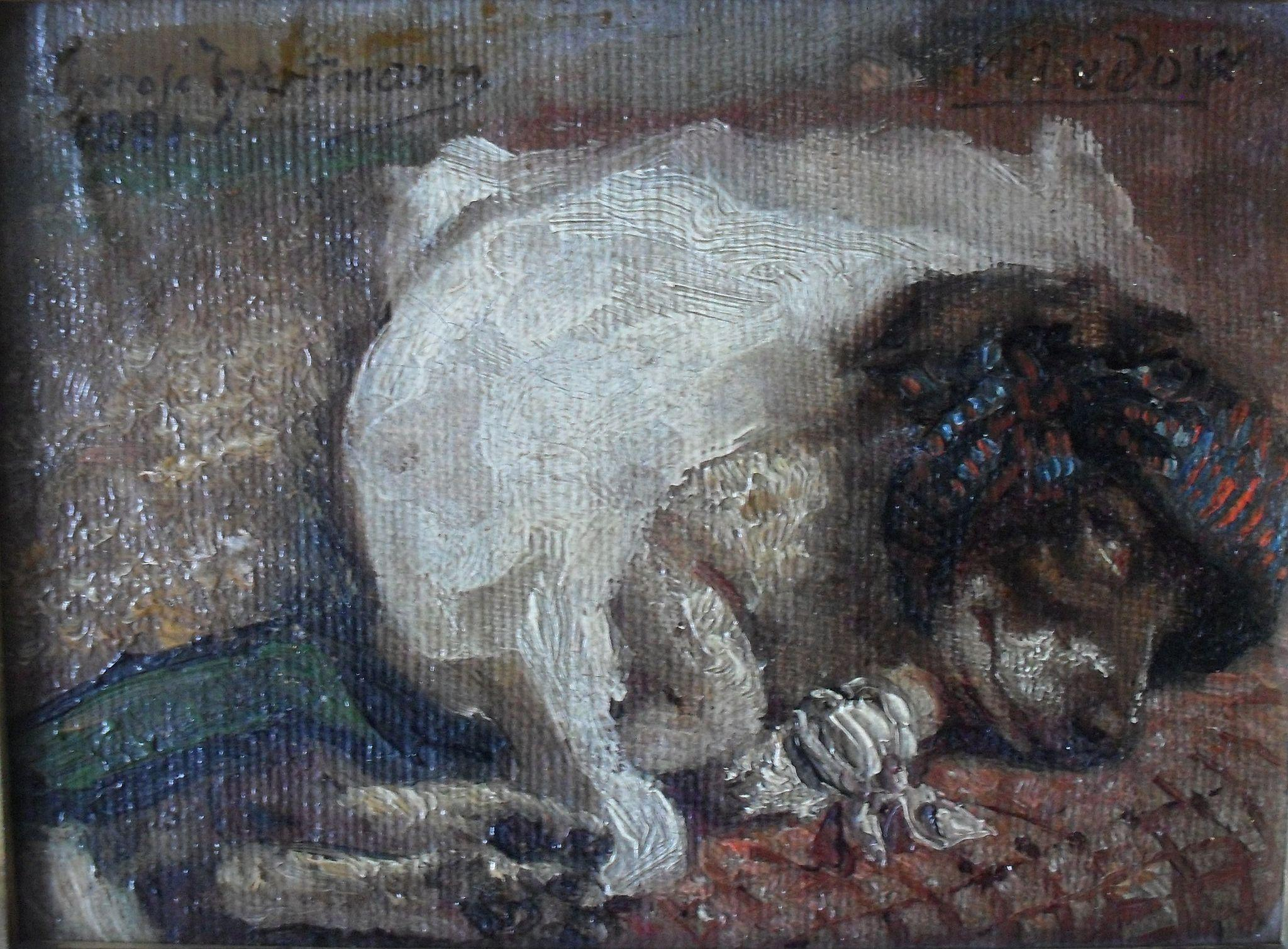
Médor (1886)
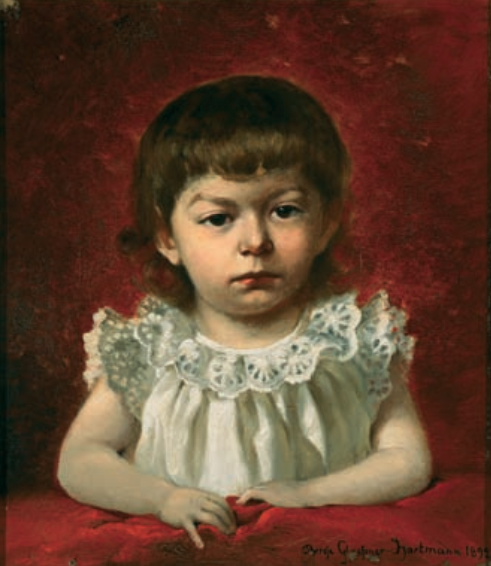
Jules Ulveling (1892)
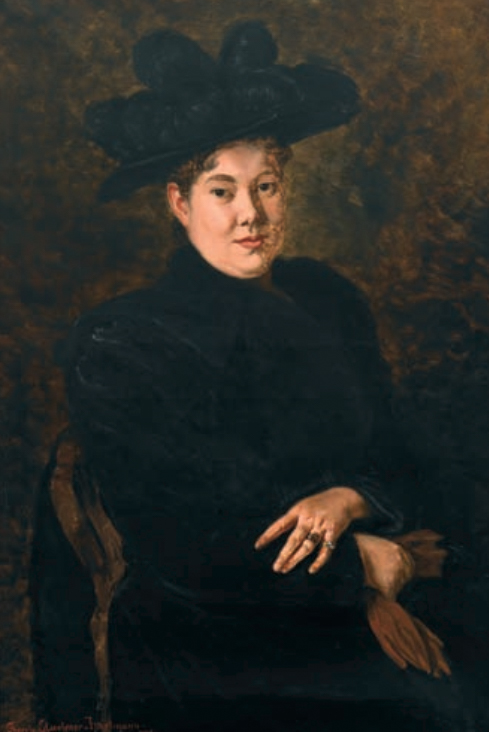
Paule Ulveling (1895)
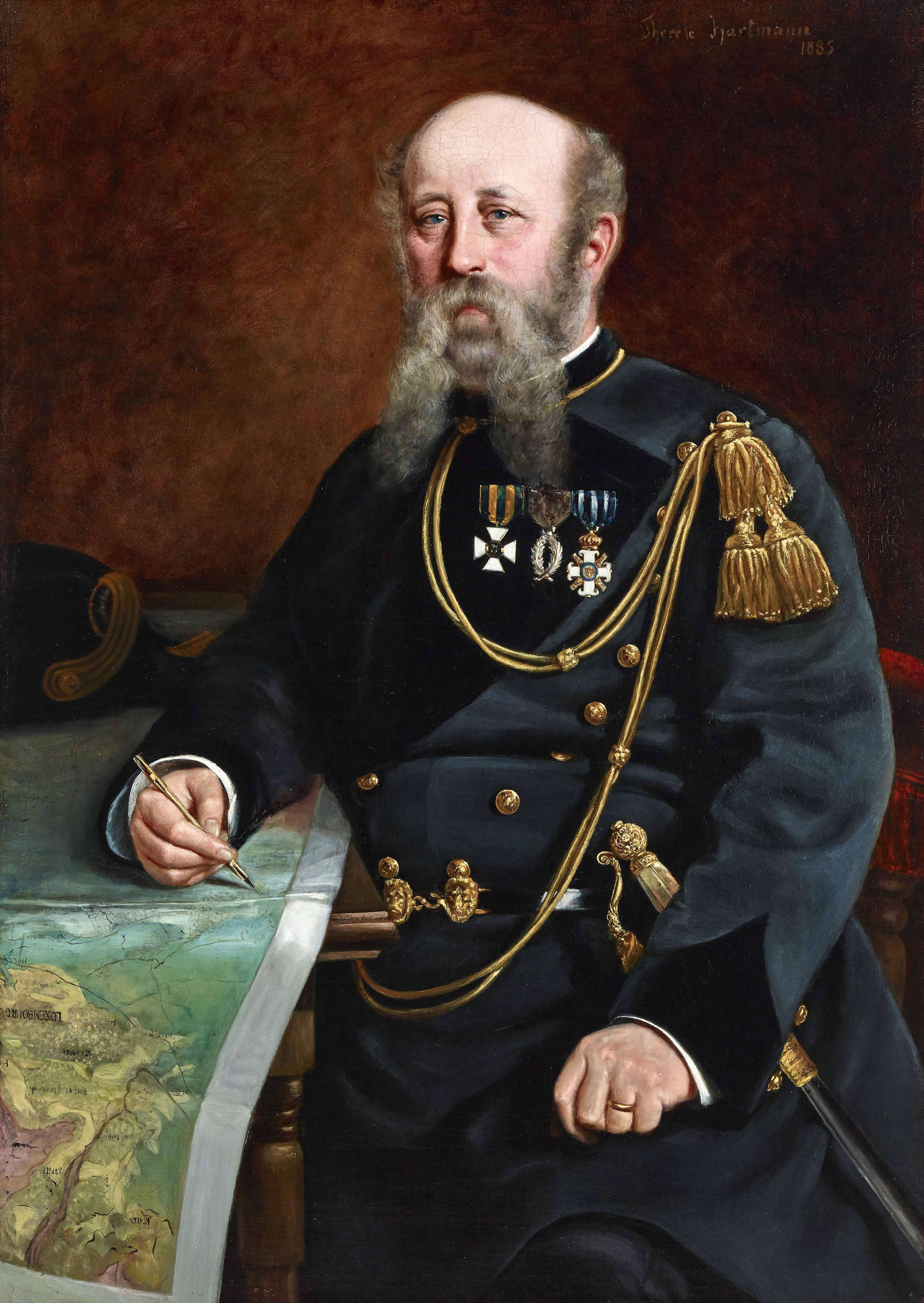
Geologul Pierre Mathias Siegen (1896)
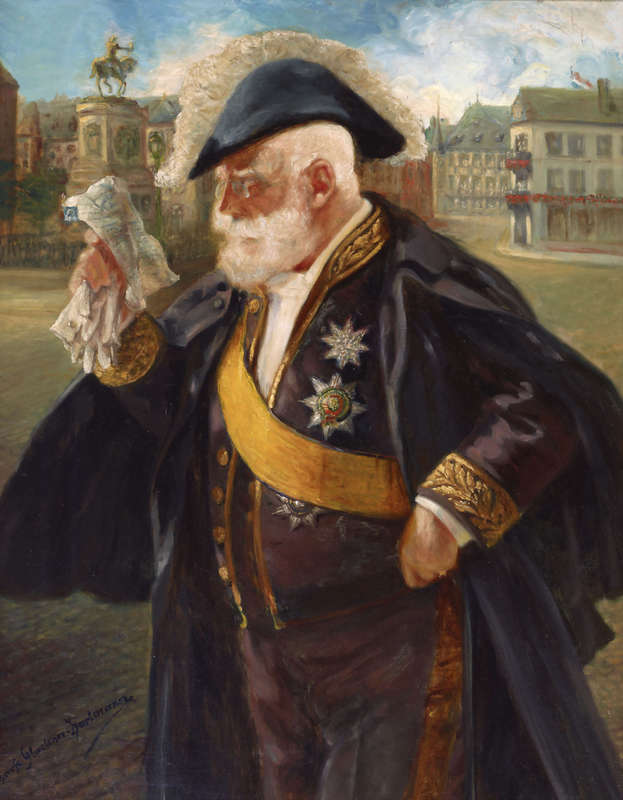
Prim-ministrul Paul Eyschen (nedatat)
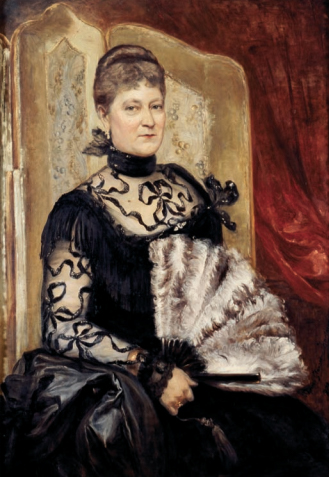
Madame Salentiny (1902)
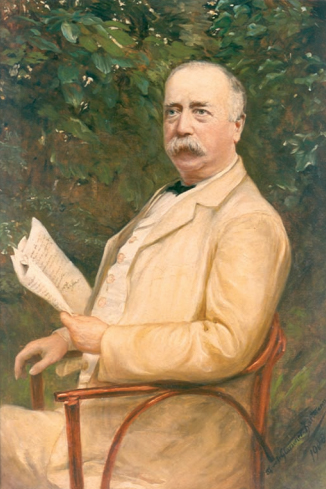
Dr J.-P. Glaesener (1908)